# Róisín McLaren
Róisín Mary Bridget McLaren (Edimburgo, 12 de octubre de 1994) es una activista por el clima británica y co-portavoz nacional del Partido Socialista Escocés (SSP, por sus siglas en inglés). 

## Vida personal
McLaren nació en Edimburgo antes de mudarse a Livingston y luego a West Calder, donde pasó la mayor parte de su infancia. Su bisabuelo era minero de esquisto y miembro del Partido Laborista Independiente en West Calder. Su padre era miembro del Partido Comunista de Gran Bretaña y después lo fue de la Izquierda Democrática de Escocia. Su madre fue miembro del Partido Socialista de los Trabajadores. Su familia era partidaria de votar "Sí" en el referéndum de 1979 para la reinstauración de la asamblea legislativa en Escocia. 
Asistió a la Academia de St. Kentigern antes de recibir un puesto de "fundadora" en la Escuela de George Heriot. Luego estudió Gestión Ambiental Sostenible en el Colegio Rural de Escocia. McLaren tiene interés en la cetrería.

## Carrera política
McLaren se unió al Partido Nacional Escocés en 2010. En 2013, se unió a la Asociación Nacionalista Escocesa de la Universidad de Edimburgo y se convirtió en la presidenta de la sociedad. Fue una organizadora destacada de la campaña "Yes Scotland" en el campus de la Universidad de Edimburgo. En 2014, participó en el debate del campus sobre la independencia escocesa, instando a la audiencia para aprovechar el impulso de la campaña "Yes Scotland" para "crear un país socialmente responsable para las futuras generaciones". 
McLaren se unió al Partido Socialista Escocés en 2017. Asistió a la conferencia de la Scottish Independence Convention que llevaba por título "Build: Bridges to Indy" y, en una entrevista con el periódico Scottish Socialist Voice, afirmó que "si la independencia tiene que ver con algo, es con mejorar las vidas de las personas de la clase trabajadora".
En noviembre de 2017, McLaren escribió en el periódico The Guardian para llamar la atención sobre los contratos de cero horas y la política del SSP de un salario mínimo de 10 libras. En diciembre del mismo año, escribió un artículo conjunto con el actual Secretario Nacional del SSP, Hugh Cullen, en Conter, un blog radical pro-independentista, en el que enfatizaban la necesidad de un partido socialista bien organizado y partidario de la independencia de Escocia.
El 2 de junio de 2018, McLaren presidió una sesión en la Connolly150, una conferencia internacional organizada alrededor de la figura del obrero irlandés y socialista James Connolly, que reunió a conferenciantes de todo el mundo para debatir y celebrar su vida y sus ideas. Unos meses más tarde, el 10 de noviembre de 2018, fue elegida co-portavoz nacional del Partido Socialista Escocés, venciendo a Frances Curran, y fue nombrada para dirigir el grupo de acción sobre cambio climático del SSP.